# Grundriss

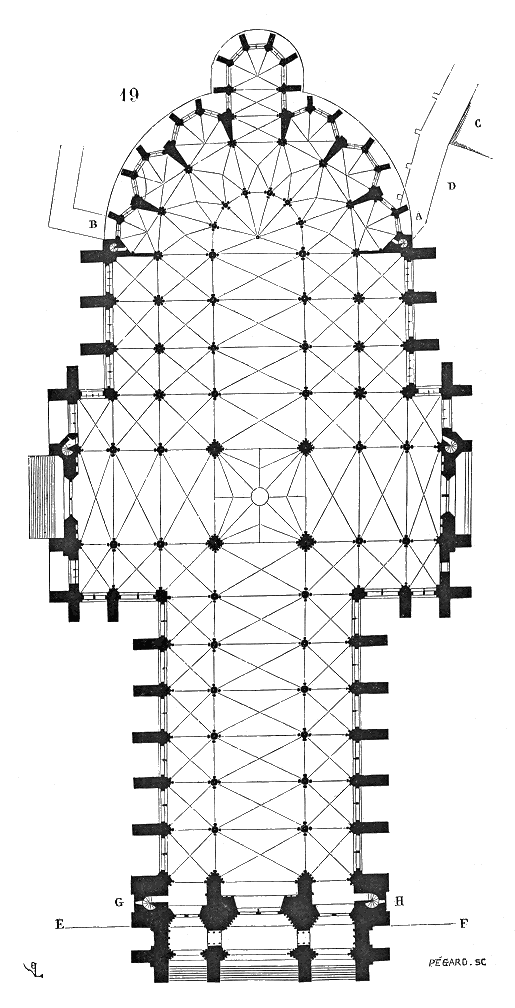
Grundriss der Kathedrale von Amiens

Der Grundriss, auch Ichnographie (von altgriechisch ίχνος Fußstapfe, Spur und altgriechisch γράφω ritzen, zeichnen, schreiben), ist eine abstrahierte, zeichnerisch dargestellte, zweidimensionale Abbildung einer räumlichen Gegebenheit. Grundrissdarstellungen finden sich in technischen Zeichnungen, insbesondere jedoch in Bauzeichnungen. Der horizontale Schnitt mit Blickrichtung nach unten wird Grundriss genannt, mit Blickrichtung nach oben wird der Grundriss meistens  Deckenspiegel oder Deckenriss genannt.
In der darstellenden Geometrie existieren neben Grundrissen zusätzlich Aufrisse, Kreuzrisse, Ansichten und Schnitte. Die theoretische Grundlage liefert die Zweitafelprojektion.
Die Bezeichnung Grundriss wird allerdings nicht nur für eine zeichnerische Darstellung, sondern auch für die räumlichen Verhältnisse als solche verwendet. So kann damit auch die Anordnung, Lage und Größe der Räume innerhalb eines Gebäudes gemeint sein. In diesem Zusammenhang existieren Begriffe wie Freier Grundriss und Offener Grundriss.
Historisch lässt sich Grund-Riss mit „Boden-Zeichnung“ übersetzen. Die Grundrissdarstellung ist dementsprechend eine zeichnerische Abbildung der Bodenfläche. In der Architektur ist es allerdings üblich, den Grundriss als gedachten waagerechten Schnitt auf zirka Brusthöhe anzulegen.
Die horizontale Schnittebene liegt „- auch verspringend - so im Bauwerk oder Bauteil, dass die wesentlichen Einzelheiten, z. B. Wände oder andere Tragglieder, Treppen, Öffnungen für Fenster und Türen, geschnitten werden.“ (Zitat: DIN 1356-1) So werden beispielsweise Fensteröffnungen dargestellt, die in der Regel nicht bis zum Boden reichen. Dinge unterhalb dieser Schnittebene, wie Fensterbrüstungen, erscheinen dann in ihrer Aufsicht.
Grundrissdarstellungen dienen beispielsweise dazu, eine bereits vorhandene Gegebenheit zu dokumentieren (Bestandsplan). Häufig jedoch werden sie im Rahmen einer Konstruktionsphase oder Bauplanung erstellt. Grundrisse können in unterschiedlichsten zeichnerischen Maßstäben vorliegen. Je nach Verwendungszweck und Lage der waagerechten Schnittebene sind sie oft nicht eindeutig von Aufsichten beziehungsweise Draufsichten abzugrenzen.

## Sprachliche Übertragungen
Auch ein kurzgefasstes Lehrbuch, ein Leitfaden oder eine Abhandlung, die eine Orientierung oder einen Überblick über ein bestimmtes Thema vermittelt, werden mitunter als  Grundriss bezeichnet. Bekannte Beispiele sind:
- Georg Wilhelm Friedrich Hegels im Jahre 1817 erschienene Enzyklopädie der philosophischen Wissenschaften im Grundrisse,
- das von Karl Marx zwischen 1857 und 1858 verfasste Manuskript Grundrisse der Kritik der politischen Ökonomie,
- der zweite Band Grundrisse einer besseren Welt des in den Jahren 1954 bis 1959 erschienenen Werkes Das Prinzip Hoffnung von Ernst Bloch,
- Oldenbourg Grundriss der Geschichte als Buchreihe geschichtswissenschaftlicher Lehr- und Studienbüchern,
- oder auch Irenäus Eibl-Eibesfeldts 1967 erschienenes Buch Grundriß der vergleichenden Verhaltensforschung.